# رتل-اولخنه
رتل-اولخنه (به لهستانی:  Rytele-Olechny) یک روستا در لهستان است که در گمینا تسرانوو واقع شده‌است.